# Mergowati
Mergowati is een bestuurslaag in het regentschap Temanggung van de provincie Midden-Java, Indonesië. Mergowati telt 4449 inwoners (volkstelling 2010).